# عصب وجني
العصب الوجني (بالإنجليزية: Zygomatic nerve)‏‏ هو عصب يتَفرعُ من العصب الفكي العلوي، ويتفرعُ منه العصب الوجني الصدغي، والعصب الوجني الوجهي. يعصب العصب الوجني الصدغي جلد المنطقة الصدغية، ويعصب العصب الوجني الوجهي جلد منطقة الخد .